# 언노운 (잡지)

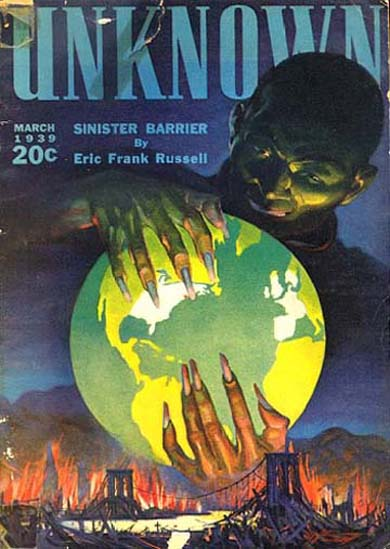

'언노운' (Unknown)은 아메리카 합중국의 펄프 잡지. 판타지 소설지이며, 존 W. 캠벨에 의해서 편집되고 있었다. 1939년부터 43년에 걸쳐 발행. 같은 캠벨 편집의 '아날로그 사이언스 픽션 앤 팩트'지와 밀접한 제휴 관계에 있어, 많은 소설가나 일러스트레이터가 양쪽 모두의 잡지에 기고를 하고 있었다.
SF지 '아스타운딘그'와의 관계를 근거로 하고, '언노운'에 실리는 작품은 단순한 판타지가 아니라 SF와의 혼합적인 스타일이 놓쳤다. 많은 작품은 2개의 유형으로 나눌 수 있다. 제일이 '전통적인 판타지의 창조물이 예기치 못한 상황 (유머러스한 상황이 설정되는 것도 자주 있다)에 놓여지면 어떻게 될까'를 이야기 만들기의 토대로 하는 것. 제2가, 이세계 (다만 비정상적인 세계는 아니다)를 그려내는 것을 주제로 하는 것이었다. 예를 들면 디 캠프의 "Nothing in the Rules"는 어느 수영단의 매니저가 인어를 팀에 넣고 시합에 이기려는 이야기이다.
전통적인 환타지의 설정을 그와는 정반대의 과학과 논리를 이용해 표현하려는 작품도 있었다. 디 캠프의 '할로루도 셰이'시리즈는 북유럽 신화 등의 전통적인 판타지의 세계를 무대로 하지만, 거기를 지배하는 규칙은 수리논리학이다.
'언노운'은 전통적인 판타지의 주제를 사용한 SF도 게재하고 있다. 예를 들면 잭 위리암슨의 '에덴의 검은 송곳니'는 늑대 같은 남자의 실재를 이야기의 전제로 하고 있지만, 이 작품에서의 늑대 같은 남자는 초자연의 존재가 아니고, 전설적인 지견이 모두 합리적으로 설명되는 것이다.

## 출판력
1939년의 창간호부터 40년말까지, '언노운'은 월간을 기본으로 간행되었다. 1941년 2월호부터 격월간이 된다. 40년 2월호에서 41년 8월의 사이는 '언노운 판타지 픽션' (Unknown Fantasy Fiction)의 제목으로 간행되어 그 다음은 '언노운 월즈' (Unknown Worlds)로서 알려졌다. 마지막 수호는 경비 절약을 위해서 표지그림을 생략해졌다. 전시의 종이 부족에 의해, 1943년 10월호를 마지막으로 폐간하게 되었다. 누계 호수는 40이 되었다.

## 대표적인 게재 작품
- "The Book of Ptath" 저 A. E. 밴 보크트
- '강철성의 용사 (할로루도 셰이 3)' 저 L. 스프레이그 디 캠프 & 플레처 플랫
- '에덴의 검은 송곳니' 저 잭 위리암슨
- '에타오인 슈르두르 (별제: 제행무상의 이야기)' 저 후레드릭크 브라운
- "Fear" 저 L. 론 하버드
- "The Gnarly Man" 저디 캠프
- '지옥은 영원히' 저 알프레드 베스타
- "Fruit of Knowledge" 저 C. L. 무어
- '어둠이야 빠짐루인 그' 저 디 캠프
- "Divide And Rule" 저 디 캠프
- '마법 주식회사' 저 로버트 A. 하인라인
- '요정시골의 기사 (할로루도 셰이 2)' 저 디 캠프 & 플레처 플랫
- '신들의 각적 (할로루도 셰이 1)' 저 디 캠프 & 플레처 플랫
- "The Refugee" 저 Jane Rice
- '초생명 바이톤' 저 에릭 프랭크 러셀
- "Slaves of Sleep" 저 L. 론 하버드
- '스나르바그' 저 앤터니 바우처
- '파파드 & 그레이 마우자' 시리즈의 초기 작품 저 후릿트 라이바
- "The Ultimate Egoist" 저 시오드아 스타존
- "Prelude To Armageddon" 저 크리브 카트밀
- '그것' 저 시오드아 스타존
- "Typewriter in the Sky" 저 L. 론 하버드
- '달의 질투나무밤에' 저 맨리 웨이드 웰맨
- "The Wheels of If" 저 디 캠프
- "Trouble with Water" 저 호레이스 골드

또 '언노운'은 라이바를 "Two Sought Adventure"으로, 스타 존을 '뒷마당의 신'으로, 제임스 H. 슈미츠를 '초록의 얼굴'로 데뷔시킨 잡지이기도 하다.
또한 캠벨 문하생의 한 사람으로 있는 아이작 아시모프도 몇 번이나 본지에 투고했지만 좀처럼 채용되지 않고, 간신히 채용된 작품 '저자야!저자야!' ('아시모프 초기 작품집 3만물의 근원인 지구' 수록)도 잡지 폐간에 의해 게재에 이르지 않고, 후년 언노운 걸작선거 앤솔러지로 간신히 햇빛을 보았다는 일화가 있다.

## 같이 보기
- 사이언스 판타지

## 추천 자료
- Mike Ashley, "Unknown" in the Encyclopedia of Fantasy (1997) .
- Malcolm J. Edwards, "Unknown" in the Encyclopedia of Science Fiction (1993).
- Stefan R. Dziemianowicz, The Annotated Guide to "Unknown" and "Unknown Worlds" (1991).
- Fred Smith, Once There Was a Magazine: A Personal View of "Unknown" and "Unknown Worlds" (2002).